# Snežnik-Pivka
Das europäische Vogelschutzgebiet Snežnik-Pivka liegt auf dem Gebiet der Gemeinden Postojna, Ilirska Bistrica und der Gemeinde Cerknica im Süden Sloweniens. Das etwa 549 km² große Vogelschutzgebiet ist charakterisiert durch weitläufige voralpin-dinarische Buchen-Tannenwald-Bestände. Es ist größtenteils unbewohnt und bildet das zweitgrößte zusammenhängende Waldgebiet in Slowenien. Oberhalb des Tals des Flusses Pivka gehen die Wälder langsam in Karstwiesen über.
Im Nordosten grenzt das Vogelschutzgebiet Cerkniško jezero an. Im Süden geht es über in das kroatische Vogelschutzgebiet Gorski kotar i sjeverna Lika.

## Schutzzweck
Folgende Vogelarten sind für das Gebiet gemeldet; Arten, die im Anhang I der Vogelschutzrichtlinie geführt sind, sind mit * gekennzeichnet:
| Bild              | Anhang I | EU Code | Art               | wissenschaftlicher Name |
| ----------------- | -------- | ------- | ----------------- | ----------------------- |
| Raufußkauz        | *        | A223    | Raufußkauz        | Aegolius funereus       |
| Feldlerche        |          | A247    | Feldlerche        | Alauda arvensis         |
| Steinhuhn         | *        | A109    | Steinhuhn         | Alectoris graeca        |
| Brachpieper       | *        | A255    | Brachpieper       | Anthus campestris       |
| Steinadler        | *        | A091    | Steinadler        | Aquila chrysaetos       |
| Haselhuhn         | *        | A104    | Haselhuhn         | Bonasa bonasia          |
| Uhu               | *        | A215    | Uhu               | Bubo bubo               |
| Ziegenmelker      | *        | A224    | Ziegenmelker      | Caprimulgus europaeus   |
| Schwarzstorch     | *        | A030    | Schwarzstorch     | Ciconia nigra           |
| Schlangenadler    | *        | A080    | Schlangenadler    | Circaetus gallicus      |
| Rohrweihe         | *        | A081    | Rohrweihe         | Circus aeruginosus      |
| Wiesenweihe       | *        | A084    | Wiesenweihe       | Circus pygargus         |
| Wachtel           |          | A113    | Wachtel           | Coturnix coturnix       |
| Wachtelkönig      | *        | A122    | Wachtelkönig      | Crex crex               |
| Weißrückenspecht  | *        | A239    | Weißrückenspecht  | Dendrocopos leucotos    |
| Schwarzspecht     | *        | A236    | Schwarzspecht     | Dryocopus martius       |
| Wanderfalke       | *        | A103    | Wanderfalke       | Falco peregrinus        |
| Sperlingskauz     | *        | A217    | Sperlingskauz     | Glaucidium passerinum   |
| Gänsegeier        | *        | A078    | Gänsegeier        | Gyps fulvus             |
| Neuntöter         | *        | A338    | Neuntöter         | Lanius collurio         |
| Heidelerche       | *        | A246    | Heidelerche       | Lullula arborea         |
| Grauammer         |          | A383    | Grauammer         | Miliaria calandra       |
| Steinrötel        |          | A280    | Steinrötel        | Monticola saxatilis     |
| Zwergohreule      |          | A214    | Zwergohreule      | Otus scops              |
| Wespenbussard     | *        | A072    | Wespenbussard     | Pernis apivorus         |
| Dreizehenspecht   | *        | A241    | Dreizehenspecht   | Picoides tridactylus    |
| Grauspecht        | *        | A234    | Grauspecht        | Picus canus             |
| Kleines Sumpfhuhn | *        | A120    | Kleines Sumpfhuhn | Porzana parva           |
| Braunkehlchen     |          | A275    | Braunkehlchen     | Saxicola rubetra        |
| Habichtskauz      | *        | A220    | Habichtskauz      | Strix uralensis         |
| Sperbergrasmücke  | *        | A307    | Sperbergrasmücke  | Sylvia nisoria          |
| Auerhuhn          | *        | A108    | Auerhuhn          | Tetrao urogallus        |
| Wiedehopf         |          | A232    | Wiedehopf         | Upupa epops             |